# Saribus
Saribus Blume è un genere di piante della famiglia delle Arecacee.

## Tassonomia
Comprende le seguenti specie:
- Saribus brevifolius (Dowe & Mogea) Bacon & W.J.Baker
- Saribus chocolatinus (Dowe) Bacon & W.J.Baker
- Saribus jeanneneyi (Becc.) Bacon & W.J.Baker
- Saribus merrillii (Becc.) Bacon & W.J.Baker
- Saribus papuanus (Becc.) Kuntze
- Saribus rotundifolius (Lam.) Blume
- Saribus surru (Dowe & Barfod) Bacon & W.J.Baker
- Saribus tothur (Dowe & Barfod) Bacon & W.J.Baker
- Saribus woodfordii (Ridl.) Bacon & W.J.Baker